# 新木薑子佛州節蜱
新木薑子佛州節蜱（学名：Floracarus neolitseaus）为節蜱科佛州節蜱屬下的一个种。